# 진주시·진양군
진주시·진양군은 대한민국의 옛 국회의원 선거구이다. 당시 경상남도 진주시, 진양군 지역을 관할했다.

## 역사
제6대 국회의원 선거를 앞두고 진주시 선거구와 진양군 선거구가 통합되면서 신설되었다.
제9대 국회의원 선거를 앞두고 삼천포시·사천군 선거구와 통합되면서 진주시·삼천포시·진양군·사천군 선거구를 이루게 됨에 따라 폐지되었다.

## 역대 국회의원
| 선거   | 정당 | 정당       | 의원   |
| ------ | ---- | ---------- | ------ |
| 1963년 |      | 민주공화당 | 구태회 |
| 1967년 |      | 민주공화당 | 구태회 |
| 1971년 |      | 민주공화당 | 구태회 |

## 역대 선거 결과

### 대한민국 제6대 국회의원 선거
|  | 53.71% |

|  | 22.67% |

|  | 19.39% |

|  | 4.20% |

### 대한민국 제7대 국회의원 선거
|  | 56.85% |

|  | 25.81% |

|  | 14.54% |

|  | 2.78% |

### 대한민국 제8대 국회의원 선거
|  | 53.17% |

|  | 46.82% |